# Hippeastrum leopoldii
Hippeastrum leopoldii là một loài thực vật có hoa trong họ Amaryllidaceae. Loài này được T.Moore mô tả khoa học đầu tiên năm 1870.